# Джекоб Віттл
Джекоб Віттл (англ. Jacob Whittle, 25 вересня 2004) — британський плавець.
Учасник Олімпійських Ігор 2020 року.
Чемпіон Європи з водних видів спорту 2020 року.